# Grand Prix Maďarska 2003
Fernando Alonso se stal nejmladším výhercem Velké ceny v historii šampionátu formule 1, překonal tak Bruce McLarena.

## Výsledky
| Pozice | Jezdec                | Vůz              | Kol | Čas         | SP† |
| ------ | --------------------- | ---------------- | --- | ----------- | --- |
| 1      | Fernando Alonso       | Renault          | 70  | 1h39:01.460 | 1   |
| 2      | Kimi Räikkönen        | McLaren-Mercedes | 70  | +16.768     | 7   |
| 3      | Juan Pablo Montoya    | Williams-BMW     | 70  | +34.537     | 4   |
| 4      | Ralf Schumacher       | Williams-BMW     | 70  | +35.620     | 2   |
| 5      | David Coulthard       | McLaren-Mercedes | 70  | +56.535     | 9   |
| 6      | Mark Webber           | Jaguar-Cosworth  | 70  | +1:12.643   | 3   |
| 7      | Jarno Trulli          | Renault          | 69  | +1 kolo     | 6   |
| 8      | Michael Schumacher    | Ferrari          | 69  | +1 kolo     | 8   |
| 9      | Nick Heidfeld         | Sauber-Petronas  | 69  | +1 kolo     | 11  |
| 10     | Jenson Button         | BAR-Honda        | 69  | +1 kolo     | 14  |
| 11     | Cristiano da Matta    | Toyota           | 68  | +2 kola     | 15  |
| 12     | Jos Verstappen        | Minardi-Cosworth | 67  | +3 kola     | 18  |
| 13     | Nicolas Kiesa         | Minardi-Cosworth | 66  | +4 kola     | 20  |
| Ret    | Heinz-Harald Frentzen | Sauber-Petronas  | 47  | Čerpadlo    | 17  |
| Ret    | Justin Wilson         | Jaguar-Cosworth  | 42  | Motor       | 12  |
| Ret    | Zsolt Baumgartner     | Jordan-Ford      | 34  | Motor       | 19  |
| Ret    | Olivier Panis         | Toyota           | 33  | Převodovka  | 10  |
| Ret    | Giancarlo Fisichella  | Jordan-Ford      | 28  | Motor       | 13  |
| Ret    | Rubens Barrichello    | Ferrari          | 19  | Havárie     | 5   |
| Ret    | Jacques Villeneuve    | BAR-Honda        | 14  | Hydraulika  | 16  |

† Startovní pozice